# SEAT 133
El SEAT 133 és un automòbil del segment A produït per SEAT entre els anys 1974 i 1981. Es tractava d'un dels automòbils més assequibles del mercat, i va ser exportat a diversos països Europeus i a Egipte (on es va vendre com Fiat 133). Es va presentar al Saló de l'Automòbil de Barcelona al mes de Maig de 1974.

## Disseny
Basat íntegrament en el Seat 850, del que prenia el seu bastidor i mecànica, no es tractava de res més que de l'adaptació al mateix d'una nova carrosseria més actualitzada, les línies de la qual en certa manera van estar inspirades en les del Fiat 126. El seu quadre d'instruments disposava, a més de velocímetre, comptaquilómetres totalitzador, i indicador de nivell del combustible, de diversos lums de control. També va haver-hi una versió més luxosa del Seat 133 que es caracteritzava pels seus paracops de fibra sintètica i les motllures laterals, entre altres detalls, i que va estar disponible tant sobre la base del Seat 133 normal, com sobre la de l'Especial, totalitzant quatre diferents versions del model.

## Mecànica
Es tractava del mateix grup motriu del Fiat/SEAT 850 del que derivava. El motor de 4 cilindres en línia i refrigerat per aigua tenia una cilindrada total de 843 centímetres cúbics, i estava disponible en tres diferents versions que lliuraven unes respectives potències màximes de 34, 37, i 44 HP (DIN), segons es tractés de la variant de baixa compressió apta per al consum de gasolina de 85 octans, de la d'alta compressió adequada a la de 96 octans, o de la "Especial", que estava alimentada per un carburador vertical de dos cossos, entre altres modificacions que introduïa respecte a les altres dues versions, i que afectaven directament al seu rendiment. La caixa del canvi era de 4 velocitats en davant sincronitzades i marxa enrere.
El 133 incloïa com a novetat respecte al seu antecessor una junta cardànica en la columna de direcció, com a concessió a la seguretat passiva.

## Versions
Inicialment disponible només en versió única, equipada opcionalment amb les mecàniques de baixa o alta compressió, a partir de 1975 es comercialitza la versió Seat 133-L amb uns acabats més acurats, així com fa acte de presència el nou Seat 133 Especial, amb la mecánica potenciada fins als 44 HP (DIN). Això resultarà en un total de quatre combinacions possibles, quedant la nova gamma conformada pels quatre models següents: Seat 133, Seat 133-L, Seat 133 Especial, i Seat 133-L Especial.

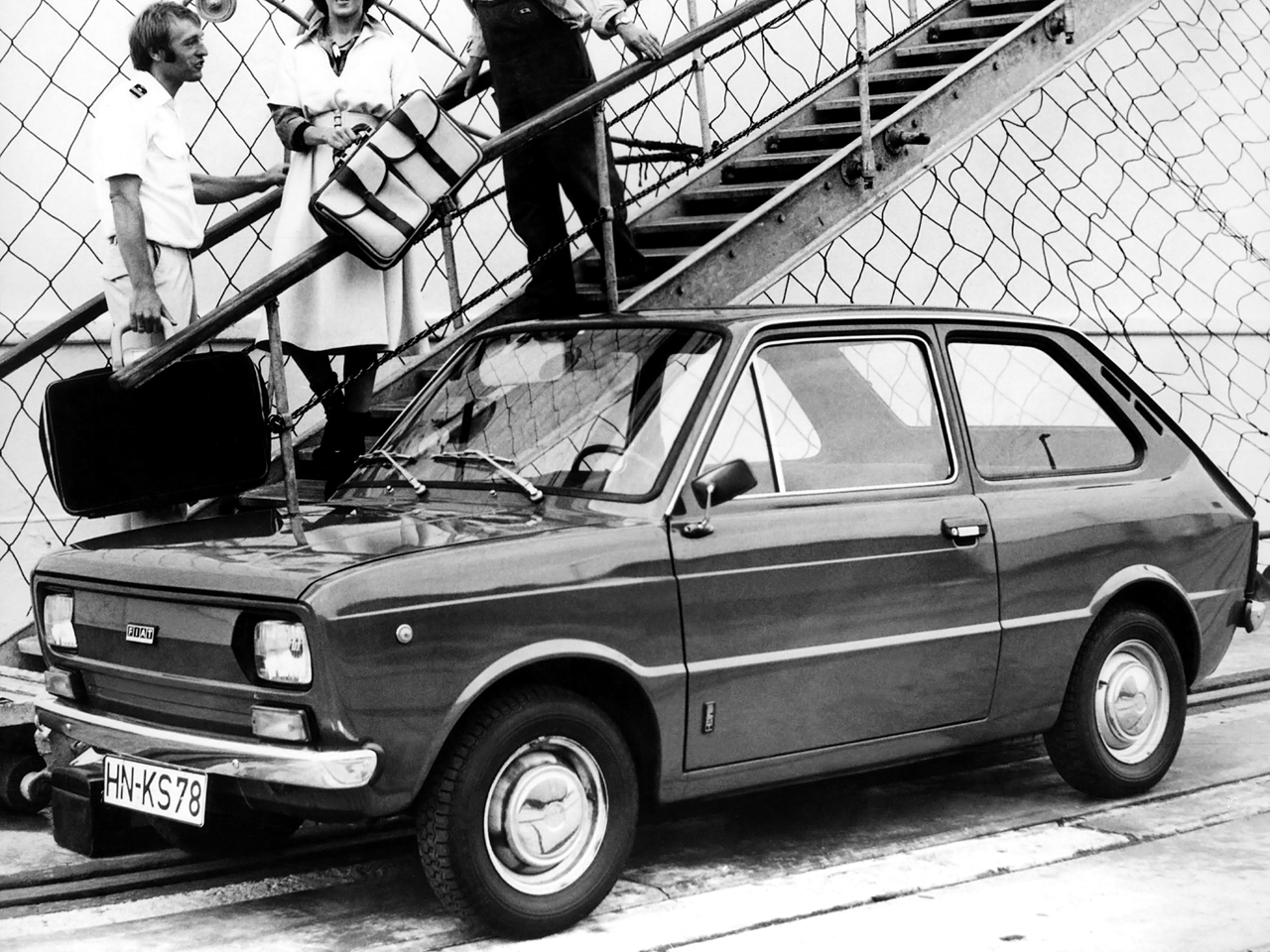
Fiat 133 fabricat a Barcelona amb destí al mercat alemany